# Algarrobo (Magdalena)
Pour les articles homonymes, voir Algarrobo.
Algarrobo est une municipalité située dans le département de Magdalena en Colombie.